# McBride, Michigan
McBride är en ort i Montcalm County i delstaten Michigan, USA.